# 안일권
안일권(安一權, 1979년 7월 17일~)은 대한민국의 희극인, 배우이다.

## 학력
- 동서울대학교 광고디자인학과 (재학)

## 생애
KBS 공채 21기 개그맨으로, 유일하게 2006년도에《폭소클럽》을 거치는 일 없이 바로 정시합격으로 방송에 직행해 데뷔한 개그맨으로 잘 알려져있다.
《개그콘서트》의 「북두신권」에서 첫 데뷔하여 고유의 성대*얼굴모사로 여러인물들을 묘사하여 자기소개를 하였고, 바로 다음작품 「고교천왕」에서 양아치 고등학생을 풍자하여 그 해 연말 KBS 연예대상에서 신인상을 수상했다.
그 후에 드라마《소문난 칠공주》(KBS 2TV), 《내 생애 마지막 스캔들》(MBC), 영화 《과속 스캔들》등에 연기자로 출연했다.
뮤지컬 《손오공과 부르마의 환상모험》(2007)에서 주인공 손오공 역을 열연하고 출연료는 전액을 불우한 어린이들을 위해 자선단체에 기부했다.
계속해서 여러 개콘 코너에서 활약하다가 2010년도 「사이코」에서 방송에서 상품 이름을 말하는 것을 금지하는 법을 활용한 아이디어의 개그, 같은 해 또다른 코너 「슈퍼스타 KBS」에서 데뷔때 선보였던 이정섭, 송대관, 서경석의 성대*얼굴 모사 등의 개인기를 선보이면서 점차 인기의 가도가 상승된다.
그의 개그 기법은 정확하고 세밀한 관찰력을 바탕으로 한 리얼한 연기력으로 유머감각, 재치, 개성, 센스 등을 겸비한 특유의 성대*얼굴모사, 위트, 콩트 풍자, 등등을 여러 다양한 캐릭터들을 통해 발휘하는 것이다.
다만 그의 성대*얼굴 모사의 최종목적은 리얼한 흉내보다는 개그 쪽으로 두고 있다.
그가 모사하는 모델인들은 타 연예인들 20여명 인데,

대표적인 유명인사들로 개그맨 서경석, 요리연구가 이정섭, 가수 송대관, 개그맨 임혁필, 가수 김정민, 영화배우 오광록 등등을 주로 흉내내며,

당사자들은 2006년도에 개콘에 직접 초대손님으로 출연하여 최초의 모사인이었던 그의 개그를 보고 감상했다.

동물흉내 역시 20여종이다.
2011년도에는 장애인 기업 《에스 앤 비》의 기업제품을 무일푼으로 홍보했다.
알려진 특기로는 씨름, 태권도, 복싱, 노래, 그림그리기 등등이 있다.
특히 씨름에 대한 애정이 큰 데,

그는 인터뷰에서 씨름의 모든 기술들을 전부 익혀 자유자재로 구사할 정도로 매니아라 밝힌 바 있다.
tvN의 코미디 빅 리그에 친한 동료 안상태와 안쌍이라는 팀으로 잠시 활동했으나 잘못된 외도였다는 평으로 해체한 후, 다시 개그콘서트로 와서 《깐죽거리 잔혹사》에 출연하며, 그 와중에 《나 혼자 남자다》에 동시출연하다가《깐죽거리 잔혹사》폐지 후 계속해서《나 혼자 남자다》에서 이어서 출연했다.
함께 출연한 동료 정승환과 함께 크리스마스 코믹 캐럴송 '메리키리시미시'를 쌍자(은방울 자매의 후계자로 만든 쌍방울 자매의 준말)라는 듀오가수로 냈다.

(음반이 아닌 mp3 음원으로 각 포털과 음원사이트에 출시되었는데 곡당 770원으로 수익은 전부 어려운 이웃에게 자동으로 기부된다.)
다음 코너 《리액션 야구단》에서는 서남용과 함께 출연하여 그의 동물개그를 펼쳤다.
2016년도에는 동료 개그우먼 오나미, 허민과 《그녀는 예뻤다》에서 두 여자들과 어울리며 유머를 펼치는 '일권이형'으로 출연했다.
2018년 기준으로는 인스타그램 개인 계정과 유튜브 채널 '일권아 놀자'에서 여러 개그들을 선보이고 있다.
그는 2018년 가을에 10살 연하 금융계통의 미모의 재원과 결혼했고, 2022년 10월 20일에 딸을 낳았다.

## 출연 작품

#### 코미디 프로그램
- 《개그콘서트》(KBS2) (2006~ )
  - 〈북두신권〉 - 자기소개 (2006. 7. 9)
  - 〈고교천왕〉 - 양아치 고교생 역 (2006. 7. 16 ~ 2007. 3. 11)
  - 〈봉숭아학당〉 - 안씨 아주머니/수위 역
  - 〈명인〉 - 사기꾼 역 (2007. 3. 4 ~ 2007. 4. 22)
  - 〈달려라 울언니〉 - 다솜이 남편 다롱이 역 (2007. 12. 30 ~ 2008. 2. 10)
  - 〈희극지왕〉 - 안철&안성남 중 안성남 역 (2008. 1. 13)
  - 〈안습극단〉 - 다양한 역 (2008. 6. 8)
  - 〈어색극단〉 - 다양한 역 (2008. 6. 15 ~ 2008. 7. 20)
  - 〈뜬금 뉴스〉 - 기자 역 (2008. 9. 7 ~ 2008. 10. 19)
  - 〈그냥 가~〉 - 김밥집 주인 역 (2009. 2. 22 ~ 2009. 3. 1)
  - 〈끝장TV〉 - 변화하는 1인 역 (2009. 4. 5 ~ 2009. 4. 12)
  - 〈두캅스〉 - 착한 안형사 역 (2009. 7. 26 ~ 2009. 8. 16)
  - 〈국가대표〉 - 선배 역 (2009. 10. 4)
  - 〈조아족〉 - 밀림의 동물 역 (2010. 5. 9 ~ 2010. 7. 4)
  - 〈사이코〉 - 이상한 안형사 역 (2010. 9. 26 ~ 2010. 11. 28)
  - 〈슈퍼스타 KBS〉 - 이정섭/바이브레이션스 역
  - 〈K-JOB 스타〉 - 면접자 역 (2012. 2. 12 ~ 2012. 2. 19)
  - 〈방송과의 전쟁〉 - 건달 역 (2012. 3. 25 ~ 2012. 5. 13)
  - 〈징글 정글〉 - 곤충 역 (2012. 6. 24 ~ 2012. 7. 1)
  - 〈노력의 결정체〉 - 산악인 역 (2013. 2. 11)
  - 〈깐죽거리 잔혹사〉 - 보스 역 (2014. 1. 5 ~ 2014. 11. 9)
  - 〈나 혼자 남자다〉 - 애닐권 부증느어 역 (2014. 8. 17 ~ 2014. 12. 28)
  - 〈리액션 야구단〉 - 새끼 동물 역 (2015. 9. 6 ~ 2015. 10. 25)
  - 〈그녀는 예뻤다〉 (2015. 11. 15 ~ 2016. 6. 12) - 일권이형 역
- 《폭소클럽 2》(KBS2)
- 《타짱》(KBS2)
- 《코미디빅리그》(tvN)
  - 〈운수 좋은 날〉

### 드라마
- 《소문난 칠공주》 - 한길만 역 (KBS2)
- 《내 생애 마지막 스캔들》 - 서원탁 역 (MBC)
- 《전설의 시대》 (OBS) 22화
- 《스파이 명월》 (KBS2)
- 《애정만만세》 (MBC) - 피자가게 손님 역 (특별출연)
- 《빛과 그림자》 (MBC)
- 《유일랍미》 (드라마 H & TRENDY)
- 《또! 오해영》 (tvN)
- 《역도요정 김복주》 (MBC)
- 《반짝반짝 들리는》 (KBS2)
- 《드라마 스테이지 - 인출책》 (tvN)
- 《수미네 반찬》 (tvN)

### 게스트 출연
- 《생방송 오늘》 (KBS2)
- 《스펀지》 (KBS2)
- 《스타 골든벨》 (KBS2)
- 《가족오락관》 (KBS1)
- 《대결 노래가 좋다》 (KBS2) (2008)
- 《신나軍》(춘천 MBC) (2011)
- 《1대 100》 (KBS2) (2010)
- 《기분 좋은 날》 (MBC) (2011)
- 《한중일 국립공원 견문록》 (ONT) (2013)
- 《윤수현의 천태만상》 (뮤직비디오) (2015)

### 예능
- 《미스터리 음악쇼 복면가왕》(MBC) - 종로에서 주문 제작! 황금열쇠 <참가자>
- 《위플레이 시즌2》(NQQ) <게스트>

### 뮤지컬
- 《손오공과 부르마의 환상모험》(2007)

### 영화
- 《과속스캔들》(2008)
- 《웅남이》(2023) - 건달 역

### CF
- 《신보라 안일권의 "에쓰-오일" 시리즈》 (2011)(총 13편)

## 음반
- 《쌍자(쌍방울 자매)의 메리키리시미시》 안일권, 정승환 출연

## 유행어
- 있잖아!! 그거.(사이코,봉숭아학당)
- 진짜 유명한 OOO인데 뭐라 표현할 방법이 없네~(봉숭아학당 : 수위 아저씨)
- 애들이 많이 다쳤어.(깐죽거리 잔혹사)
- 꼬집고 할퀴고 깨물어 버려! (나 혼자 남자다)
- OOO한 사람 있으면 나와보라 그래!~ (나 혼자 남자다)
- 쁵승꽝~ (나 혼자 남자다)
- 챔기름 <구개음화 : 'ㅏ'를 'ㅐ'식으로 만들어 이야기하는 것> (슈퍼스타KBS : 이정섭)
- 아놔 자존심 상해 (고교천왕)

## 수상
- 2006년 KBS 연예대상 코미디부문 남자 신인상